# Claude Schnaidt
Claude Méril Schnaidt (* 23. Juni 1931 in Genf; † 22. März 2007 in Paris) war ein schweizerisch-französischer Architekt und Architekturtheoretiker.

## Leben
Nach Studien in Genf und Ulm lehrte Claude Schnaidt an der Hochschule für Gestaltung Ulm, am Institut de l’Environnement in Paris und an der Unité pédagogique d’architecture no. 1 (UPA 1) in Paris sowie in der Nachfolgeuniversität École d’Architecture Paris-Villemin (EAPV, heute Teil der École nationale supérieure d’Architecture de Paris-Val de Seine). Er war Gründungsmitglied des Vereins Bauhaus Dessau, der nachmaligen Stiftung Bauhaus Dessau. Er war Marxist und Mitglied des Parti communiste français.
Schnaidt studierte 1946 bis 1953 an der École des Arts et Métiers in Genf sowie an der Université de Genève Architektur. Während dieser Zeit arbeitete er in zwei Genfer Architekturbüros und, 1954, bei Max Bill in Zürich und Ulm. 1954 bis 1958 setzte er sein Studium an der Hochschule für Gestaltung Ulm fort, wo er 1958 diplomierte. Als Angestellter des Instituts für industrialisiertes Bauen der HfG realisierte er einige Projekte und übernahm ab 1962, als Professor der Hochschule, die Entwicklung von Lehrprogrammen der Abteilung Bauen. Von 1966 bis zur Auflösung der Hochschule 1968 leitete er die Abteilung Bauen und war 1967 und 1968 als Vizerektor der Hochschule tätig.
Von 1968 bis 1971 wirkte Schnaidt massgeblich beim Aufbau des vom französischen Kulturministerium getragenen Institut de l’Environnement in Paris mit. Bereits 1971 wurde dieses wieder aufgehoben, worauf Schnaidt eine Professur an der Unité pédagogique d’architecture no. 1, der späteren École d’architecture Paris-Villemin übernahm, die er bis Mitte der 1990er-Jahre innehatte. Im Rahmen des IE bzw. der UPA/EAPV entwickelte er seine Schwerpunkte um das industrialisierte Bauen und den Funktionalismus, die auf seine Tätigkeit an der HfG Ulm zurückgehen, weiter. Nachdem er bereits in seiner Ulmer Zeit für das Warschauer Büro für Typisierung städtischer Bauten oder für die europäische Wirtschaftskommission der Vereinten Nationen als Berater gewirkt hatte, legte er in Paris den Schwerpunkt vermehrt auf die Entwicklung der Lehre, im Rahmen der UNESCO zu Beginn der 1970er-Jahre beispielsweise hinsichtlich der Reform bzw. Begründung der Architekturausbildung in Nord- und Westafrika.
Zahlreiche Vorträge und Veröffentlichungen zur Tradition des Neuen Bauens, zum industriellen Bauen, Industriedesign und zu politischen Fragen im Zusammenhang mit der Schliessung des Bauhauses Dessau 1932/33 und der „Wiederholungstat“ der Schliessung des HfG Ulm 1968 lassen einen engagierten Verfechter der Moderne hervortreten, der soziale Fragen stark in seine Sichtweise einbezog. Schnaidt war durch seine politische Haltung – er war jahrzehntelang und bis zu seinem Tod Mitglied des Parti communiste français – und sein Interesse am industriellen Bauen bzw. kollektiven Wohnen seit Beginn der 1960er-Jahre mit Ostdeutschland (DDR) verbunden, insbesondere mit der Hochschule für Architektur und Bauwesen Weimar in Weimar, die er in den 1980er-Jahren in Zusammenarbeit mit Bernd Grönwald mit der EAPV in eine Kooperation zu führen versuchte. Auch seine rege Publikationstätigkeit in form+zweck (Berlin) oder der Wissenschaftlichen Zeitschrift der HAB Weimar dokumentieren seinen Austausch über die Mauer hinweg. Als Gründungsmitglied des Vereins bzw. der Stiftung Bauhaus Dessau pflegte er die entstandenen Kontakte nach 1990 weiter. Die Hinwendung zu Kuba, namentlich seine Seminarien am Instituto Superior Politécnico José Antonio Echeverría (ISPJAE, heute CUJAE) in Havanna am Ende seiner Lehrtätigkeit, manifestiert die Kontinuität seines Denkens und Arbeitens nach dem Zusammenbruch des Ostblocks.
In den letzten Jahren seines Lebens wandte er sich, zusammen mit seiner Ehefrau Odette Cafarelli, der bildnerischen Arbeit zu. Die Collagen, Decollagen und Permutationen, basierend auf dem „Kulturmüll“ von Werbeplakaten, wurden 2000 bis 2006 verschiedentlich ausgestellt, unter anderem 2004 im Mies-van-der-Rohe-Haus in Berlin.
Claude Schnaidt war verheiratet mit Barbara Michejda, Jeanne Bracco und Odette Cafarelli.

## Werke
- Ulm: Hochschule für Gestaltung. Katalog einer Wanderausstellung, Ulm 1963 (mit Herbert Lindinger). Zweite Ausgabe unter dem Titel Hochschule für Gestaltung Ulm, München 1964. Dritte Ausgabe unter dem Titel Hogeschool voor vormgeving Ulm, Amsterdam 1965
- Hannes Meyer: Projekte, Bauten und Schriften / Projects, Buildings and Writings, Teufen 1965 (mit englischer Übersetzung. Spanische Übersetzung unter dem Titel Introducción a Hannes Meyer, in: Boletin de la Escuela de arquitectura, La Habana 1966.)
- L'âge de la pierre, Paris 1980. Zusammenfassende deutsche Übersetzung unter dem Titel Die Stein-Zeit, in: tendenzen, München (1981) 134, S. 6–14
- Umweltbürger und Umweltmacher. Schriften 1964-1980. Verlag der Kunst, Dresden 1982 (Fundus-Reihe 83/84)
- Ce n'est pas fini / No se acabó, Paris / La Habana 1999 (mit spanischer Übersetzung)
- Autrement dit: Ecrits 1950–2001, Paris 2004
- Anders gesagt. Schriften 1950-2001 (deutsche Übersetzung von Autrement dit: Ecrits 1950–2001), Weimar 2009, ISBN 978-3-86068-373-6